# Квіти гарбузових

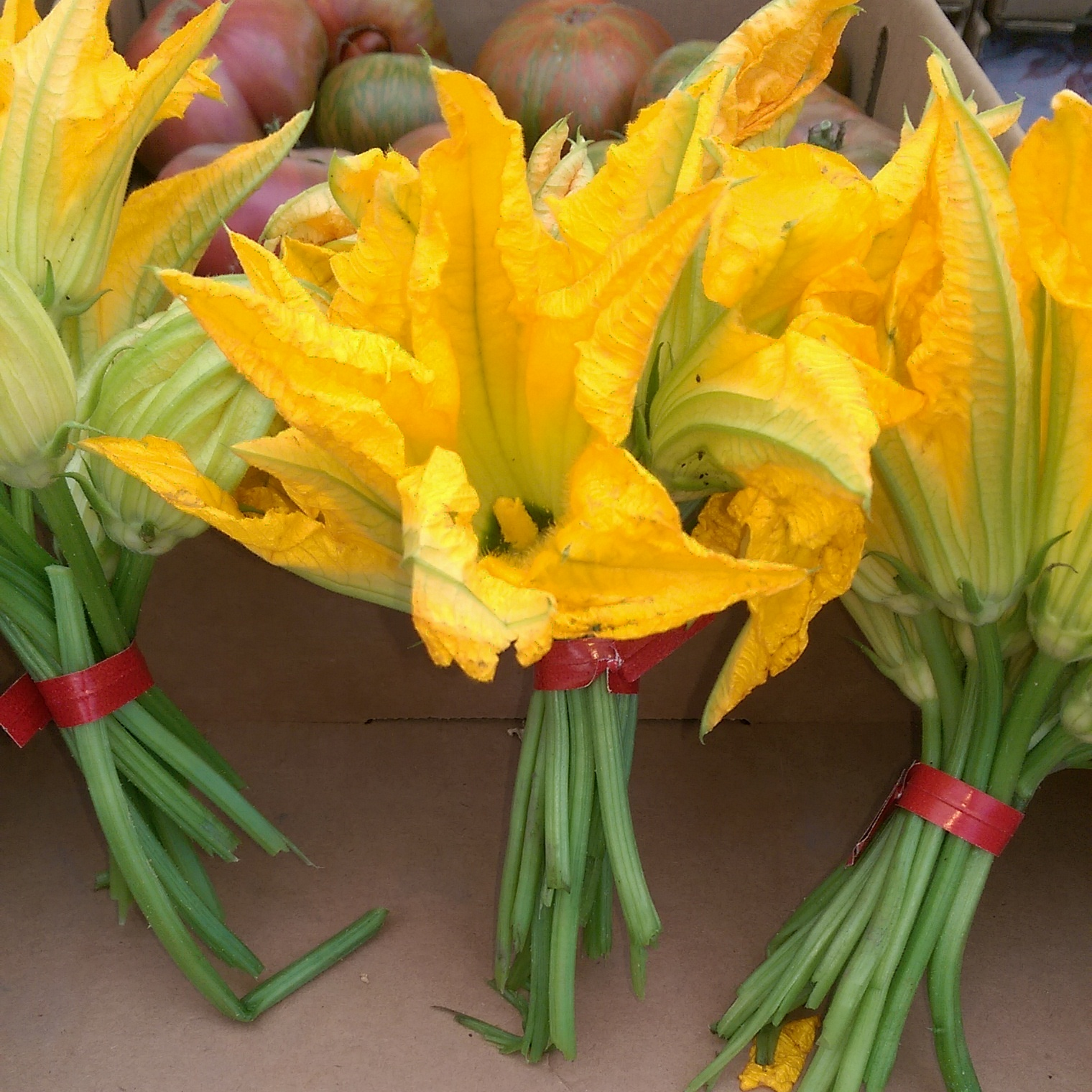
Квітки цукіні

Квітки гарбузів, в тому числі кабачків — їстівні квіти рослин виду гарбуз звичайний (лат. Cucúrbita pépo Cucúrbita pépo): квітки гарбузів, цукіні, кабачків, патисонів. Входять до страв східної, середземноморської, іспанської, мексиканської кухонь, кухні Провансу.
Їх їдять сирими, додають у салати, фарширують різними начинками, смажать у клярі. Жіночі квітки швидко в'януть, утворюючи зав'язь плода, а чоловічі залишаються свіжими досить довго. В їжу можуть вживати як чоловічі, так і жіночі квітки, але зазвичай збирають тільки чоловічі квітки. 
Квітки гарбузових корисні й низькокалорійні. Вони містять аскорбінову кислоту, вітамін B 1, калій, лютеїн. Квітки мають тонкий аромат, що нагадує молоді цукіні, їх можна їсти сирими.
Квітки цукіні фарширують , смажать у клярі , додають у супи , варять або готують на пару, запікають у соусі. Квітки можна подавати як самостійну страву та як гарнір.
Квітки швидко псуються і тому в продажі їх майже немає. Свіжозібрані квіти до приготування рекомендують тримати у вазі з водою, як букет. Перед кулінарною обробкою квітки потрібно звільнити від стебел і зеленого листя біля основи квітки. У жіночих квіток потрібно видалити товкач, який має гіркий смак.
Для приготування фріттерів — квіток, смажених в клярі, — замішують кляр з жовтка з холодною водою, пивом або квасом; для ніжної легкої текстури кляру білок краще збити окремо. Квіти умочують в кляр і обсмажують у фритюрі протягом хвилини, потім дають стекти надлишкам олії.